# Specklinia corniculata
Specklinia corniculata är en orkidéart som först beskrevs av Olof Swartz, och fick sitt nu gällande namn av Ernst Gottlieb von Steudel. Specklinia corniculata ingår i släktet Specklinia och familjen orkidéer. Inga underarter finns listade i Catalogue of Life.